# Димитър Фингов
 Тази статия е за българския архитект.  За просветния деец вижте Димитър Фингов (просветен деец).  
Димитър Георгиев Фингов е български архитект, работил в края на живота си в Западна Германия.
Димитър Фингов е роден на 21 септември 1906 година в София семейството на архитекта Георги Фингов. През 1931 година завършва архитектура във Висшето техническо училище в Щутгарт. През 1933 година проектира, заедно с Асен Стоичков, покрит пазар в Сливен.
Привърженик на модернизма, след налагането на комунистическия режим Фингов отхвърля налаганата от властите сталинистка архитектура и е уволнен от „Софпроект“. През 1958 година посещава сестра си, която живее в Лайпциг, откъдето емигрира в Западна Германия, установявайки се в Дюселдорф.
Димитър Фингов умира на 27 ноември 1983 година в Дюселдорф.